# Gongylidioides
Genre
Gongylidioides est un genre d'araignées aranéomorphes de la famille des Linyphiidae.

## Distribution
Les espèces de ce genre se rencontrent en Asie.

## Liste des espèces
Selon World Spider Catalog (version 26, 18/02/2025) :
- Gongylidioides acmodontus Tu & Li, 2006
- Gongylidioides acuminatus Irfan, Zhang & Peng, 2025
- Gongylidioides angustus Tu & Li, 2006
- Gongylidioides communis Saito & Ono, 2001
- Gongylidioides cucullatus Oi, 1960
- Gongylidioides diellipticus Song & Li, 2008
- Gongylidioides ensis Irfan, Zhang & Peng, 2025
- Gongylidioides foratus (Ma & Zhu, 1990)
- Gongylidioides galeritus Saito & Ono, 2001
- Gongylidioides insulanus (Paik, 1980)
- Gongylidioides kaihotsui Saito & Ono, 2001
- Gongylidioides keralaensis Tanasevitch, 2011
- Gongylidioides lagenoscapis Yin, 2012
- Gongylidioides laqueus Irfan, Zhang & Peng, 2022
- Gongylidioides lingulatus Irfan, Zhang & Peng, 2022
- Gongylidioides microdontus Irfan, Zhang & Peng, 2025
- Gongylidioides monocornis Saito & Ono, 2001
- Gongylidioides onoi Tazoe, 1994
- Gongylidioides pectinatus Tanasevitch, 2011
- Gongylidioides protegulus Tanasevitch & Marusik, 2019
- Gongylidioides rimatus (Ma & Zhu, 1990)
- Gongylidioides ussuricus Eskov, 1992

## Systématique et taxinomie
Ce genre a été décrit par Oi en 1960 dans les Linyphiidae.

## Publication originale
- Oi, 1960 : « Linyphiid spiders of Japan. » Journal of Institute of Polytechnics, Osaka City University, vol. 11D, p. 137-244.